# Bibliakövető Keresztények Pártja
A Bibliakövető Keresztények Pártja (németül Partei Bibeltreuer Christen, PBC) konzervatív, keresztényfundamentalista párt Németországban.
1989-ben alapították. Ellenzi az azonos neműek házasságát, az abortusz törvényességét és az állam és az egyház szétválasztását. A PBC szeretné, ha az Európai Alkotmány utalna a kereszténységre, és erősen támogatja Izraelt.
A párt legtöbb tagja Württembergben és Szászországban van és többnyire a Szabad Egyházak hívei (protestánsok, akik nem tartoznak a nagy Német Evangélikus Egyházhoz).
A PBC sem szövetségi, sem tagállami szinten nem jutott még közel az 5%-os törvényhozási bejutási küszöbhöz. (Más kereszténydemokrata pártok, ugyanakkor, mint a CDU és a CSU hagyományosan nagyon erősek Németországban. Ezek elfogadják a szekularizációt és hagyományosan közel állnak a Német Katolikus Egyházhoz, illetve a Német Evangélikus Egyházhoz.)
A PBC tagja az Európai Keresztény Politikai Mozgalomnak.